# De laatste thuisreis
De laatste thuisreis is een hoorspel van Kees Borstlap. De NCRV zond het uit op maandag 23 januari 1967. De regisseur was Wim Paauw. De uitzending duurde
60 minuten.

## Rolbezetting
- Paul van der Lek (verteller)
- Bert van der Linden (eerste stuurman)
- Sacco van der Made (kapitein)
- Willy Ruys (matroos O'Connor)
- Jan Wegter (tweede stuurman)
- Hans Veerman (de havenarts)
- Wam Heskes (de Finse bootsman)
- Cees van Ooyen, Donald de Marcas & Rudi West (overige leden van de bemanning)
- Peronne Hosang (de vrouw)

## Inhoud
Dit hoorspel gaat over de lotgevallen van een schip, zijn gezagvoerder en zijn bemanning, en over de wilde vaart waarin het schip over de gehele wereld werd gejaagd, naar alle havens waar maar een lonende vracht was op te duiken. Dat schip was geheel volgens de regels van nautische wellevendheid ingeschreven in de registers van een erkend classificatiebureau onder de naam Eternity. Op dit schip, gevaren door noodlotsmensen, voerde de Nederlander Jan Wissen het bevel, een man voor wie op een moment van onbedachtzaamheid het noodlot toesloeg: een stranding die men weet aan zijn schuld, een misstap op een tot dan smetteloze loopbaan. Hij werd gedwongen de enige weg te gaan die hem nog openstond: verdwijnen uit het oog van allen die het onherroepelijke vonnis kenden - een schip onder een goedkope vlag, dat overal zou komen behalve in Holland. Hij kreeg de Eternity, omdat zijn papieren in orde waren en men niet verder vroeg. Over zijn schip en deze mensen, beiden gedoemd tot eeuwig zwerven gelijk schipper Van der Decken van het spookschip De Vliegende Hollander, gaat dus dit verhaal dat begint op de morgen van oudejaarsdag, als de Eternity nog maar luttele tientallen mijlen heeft af te leggen voor het bereiken van de bestemmingshaven op de oostkust van het Amerikaanse continent.